# Pseudaletis dardanella
Pseudaletis dardanella är en fjärilsart som beskrevs av Riley 1922. Pseudaletis dardanella ingår i släktet Pseudaletis och familjen juvelvingar. Inga underarter finns listade i Catalogue of Life.